# Mač Moći
Mač moći, poznati i kao Mač snage i Mač iz Grayskulla (eng. Power Sword, Sword of Power i Sword of Grayskull), izmišljeni magični mač iz franšize Gospodari svemira koju je Mattel uobličio kroz multimedijsku platformu u obliku stripova, mini stripova, animiranih filmova, igranog filma i akcijskih igračaka. Mač je s vremenom postao poznat kao sredstvo putem kojeg se princ Adam preobražava u najmoćnijeg čovjeka na svijetu, He-Mana. Mač koristi moć dvorca Siva Lubanja koja se kanalizira kroz mač i omogućuje čarobnu transformaciju.

## Originalni mini stripoviGospodari svemira
U najranijim pričama objavljenima u mini stripovima 1982. godine, postojala su dvije polovice magičnog mača. Jednu polovicu dobio je He-Man, koji je u tom razdoblju najčešće koristio dvostranu sjekiru i štit, a drugu je imao Skeletor. Ukoliko bi se spojile obje polovice mača, nositelj mača mogao je otvoriti vrata dvorca Siva Lubanja i steći moć koja se nalazi unutar dvorca.

## Televizijska adaptacija objekta

### He-Man i Gospodari svemira (1983. - 1985.)
U Filmationovoj seriji He-Man i Gospodari svemira (1983. - 1985.), Mač moći prenosi moć dvorca Siva Lubanja na njegova korisnika koji zaziva moć dvorca Siva Lubanja riječima: Sive Lubanje silom! Ja imam moć! Jednako tako, moć se može povući riječima: Neka se moć vrati!, nakon čega se He-Man transformira natrag u princa Adama. Osim princa Adama, Mač moći služi i za transformaciju zelenog tigra Straška u hrabrog Borbenog Mačka. Mač je gotovo neuništiv i pomoću njega mogu se odbijati laserske zrake. Mač Moći dodijelila je princu Adamu Čarobnica, a njegovu tajnu znaju još Man-At-Arms i maleni čarobnjak i trol Orko.

### Nove avanture He-Mana (1989. - 1991.)
U narednom animiranom serijalu Nove pustolovine He-Mana (1989. - 1992.), Mač moći ima više futuristički oblik i neke nove sposobnosti, poput ispucavanja laserskih zraka. He-Man ga također drži na leđima, ali ima drugačiji oklop. U ovom animiranom serijalu, Adam se preobražava u He-Mana uz uzvik: U ime moći Eternije! Ja imam moć!

### He-Man i Gospodari svemira (2002. - 2004.)
Novu promjenu, mač je doživio 2002. godine u serijalu He-Man i Gospodari svemira kada je preobražen u visokotehnološki mač s više pomoćnih mehaničkih dijelova. Mač Moći je svoju moć dobio na način da je Kralj Grayskull unio svoju mističnu moć, životnu snagu i vrline u svoj mač koji je time postao Mač Moć.Taj magični mač se prenosio generacijama na osobe koje su smatrane dostojne biti najmoćniji ratnici u svemiru.
Mač Moći se nalazio u dubinama dvorca Siva Lubanja te ga je princu Adamu povjerila na korištenje Čarobnica, nakon što su Zli ratnici predvođeni zlim gospodarom Skeletorom probili Mistični zid i oslobodili se zatočeništva u Mračnoj hemisferi.

## Vanjske poveznice
- Mač Moći - he-man.fandom.com (engl.)